# 福岡市立城香中学校
福岡市立城香中学校（ふくおかしりつ じょうこうちゅうがっこう）は、福岡県福岡市東区香椎浜二丁目にある公立中学校。

## 沿革
- 1984年
  - 4月1日 - 福岡市立香椎第１中学校より分離、設立される。
  - 7月 - 校旗、プール完成。
  - 9月 - 校歌制定。
- 1985年3月 - 同窓会結成。
- 1986年3月 - 柔剣道場、運動場憩いの森完成。
- 1990年12月9日 - 田村亮子（当時3年）が福岡国際女子柔道選手権大会に日本代表として初出場し、優勝する。
- 1992年3月 - パソコン教室完成。
- 2018年 - エレベーター完成。

## 年間行事
| - 4月 - 始業式 - 入学式 - 自然教室（1年生） - 5月 - 家庭訪問 - 6月 - 体育祭 （2019年は6月開催） | - 7月 - 終業式 - 進路相談（3年生） - 8月 - 9月 - 始業式 - 生徒会役員改選 - 職場体験学習（2年生） | - 10月 - 生徒総会 - 合唱コンクール - 11月 - 12月 - 終業式 - 三者面談 - 修学旅行（2年生） | - 1月 - 始業式 - 2月 - 3月 - 卒業式 - 修了式 |

## 生徒会活動
生徒会活動として、ペットボトルキャップの回収、挨拶運動、学校周辺の清掃を行っている。
- 評議委員会
- 学習委員会
- 文化委員会
- 整美委員会
- 生活委員会
- 保健委員会
- 体育委員会

## 部活動
- 運動系部活動
  - 野球部
  - サッカー部
  - 男子ソフトテニス部
  - 女子ソフトテニス部
  - 男子バスケットボール部
  - 女子バスケットボール部
  - 男子バレーボール部
  - 女子バレーボール部
- 文化系部活動
  - 放送部
  - 吹奏楽部
  - 美術部

## 特徴的な活動
城香中学校の特徴的な活動
- パンの日（毎週木曜日）
- あいさつ運動
- 弁当の日（年二回程度実施）

## 通学区域
東区
- 城浜団地全域
- 香椎浜ふ頭1～4丁目
- 香椎浜2～3丁目[6]

## 進学前小学校
- 福岡市立城浜小学校
- 福岡市立香椎浜小学校[6]

## 校区内の主な施設
- 福岡市立香椎浜小学校 - 市道を挟んで東に隣接する。
- イオンモール香椎浜
- エディオンアウトレット香椎浜店
- 海の中道大橋
- あいたか橋

## 交通
西鉄バス城香中学校前バス停より徒歩3分である。また、福岡高速道路がすぐ東を南北に走っており、1号香椎線の香椎浜出入口から500メートルほど西に位置する。

## 著名な出身者
- 谷亮子 - 政治家、元柔道家[7]
- 中村佳央 - 柔道家、元86kg級世界チャンピオン[8]
- 中村行成 - 柔道家、元65kg級世界チャンピオン[8]
- 森なな子 - 声優・元宝塚歌劇団雪組男役